# Distrito histórico arquitectónico de Miami Beach
El Distrito histórico arquitectónico de Miami Beach (en inglés: Miami Beach Architectural District) es un distrito histórico ubicado en Miami Beach, Florida. El Distrito histórico arquitectónico de Miami Beach se encuentra inscrito como un Distrito Histórico en el Registro Nacional de Lugares Históricos desde el 14 de mayo de 1979.

## Ubicación
El Distrito histórico arquitectónico de Miami Beach se encuentra dentro del condado de Miami-Dade en las coordenadas 25°47′09″N 80°08′03″O / 25.785833, -80.134167.

## Galería

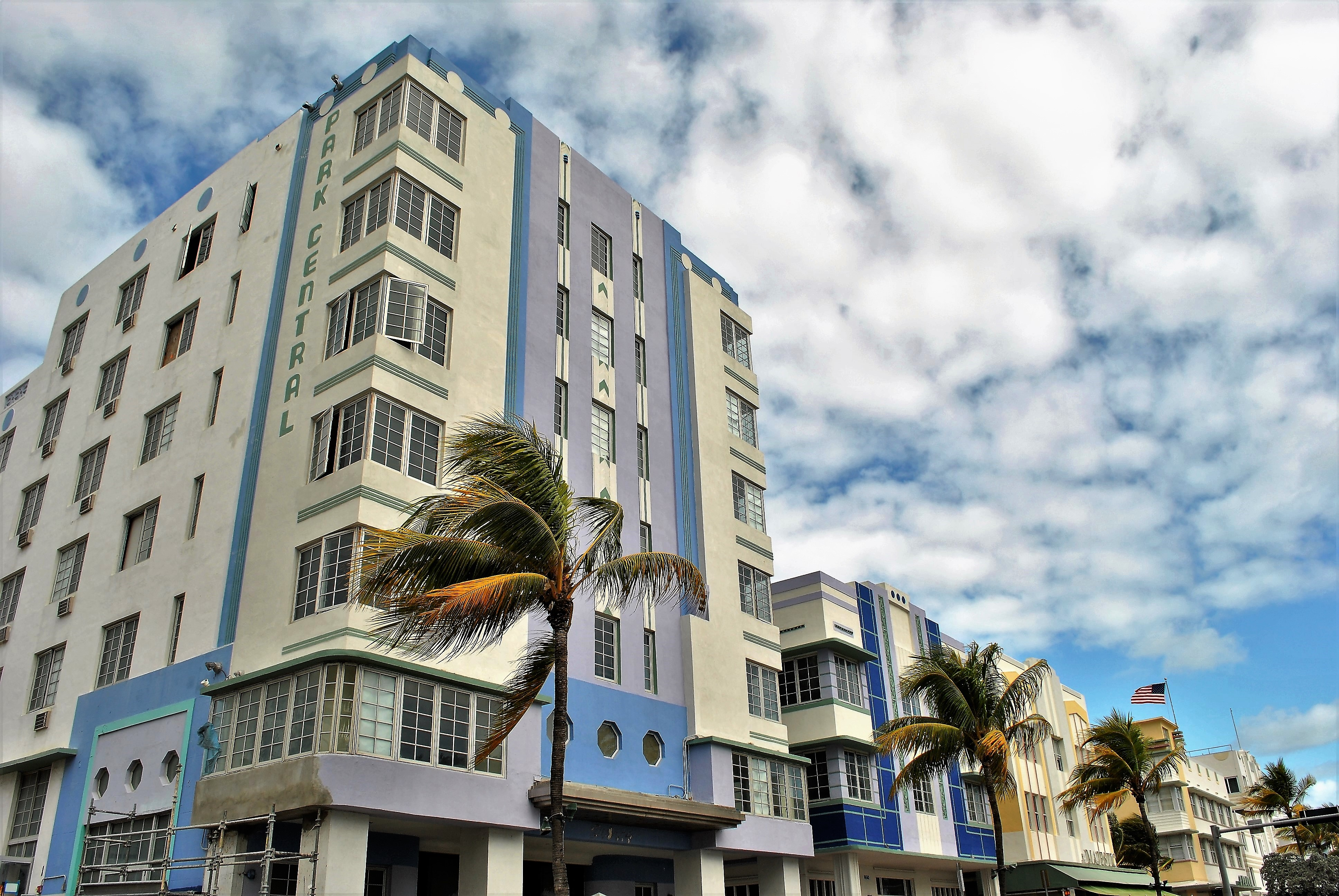
Park Central (Henry Hohauser, 1937)
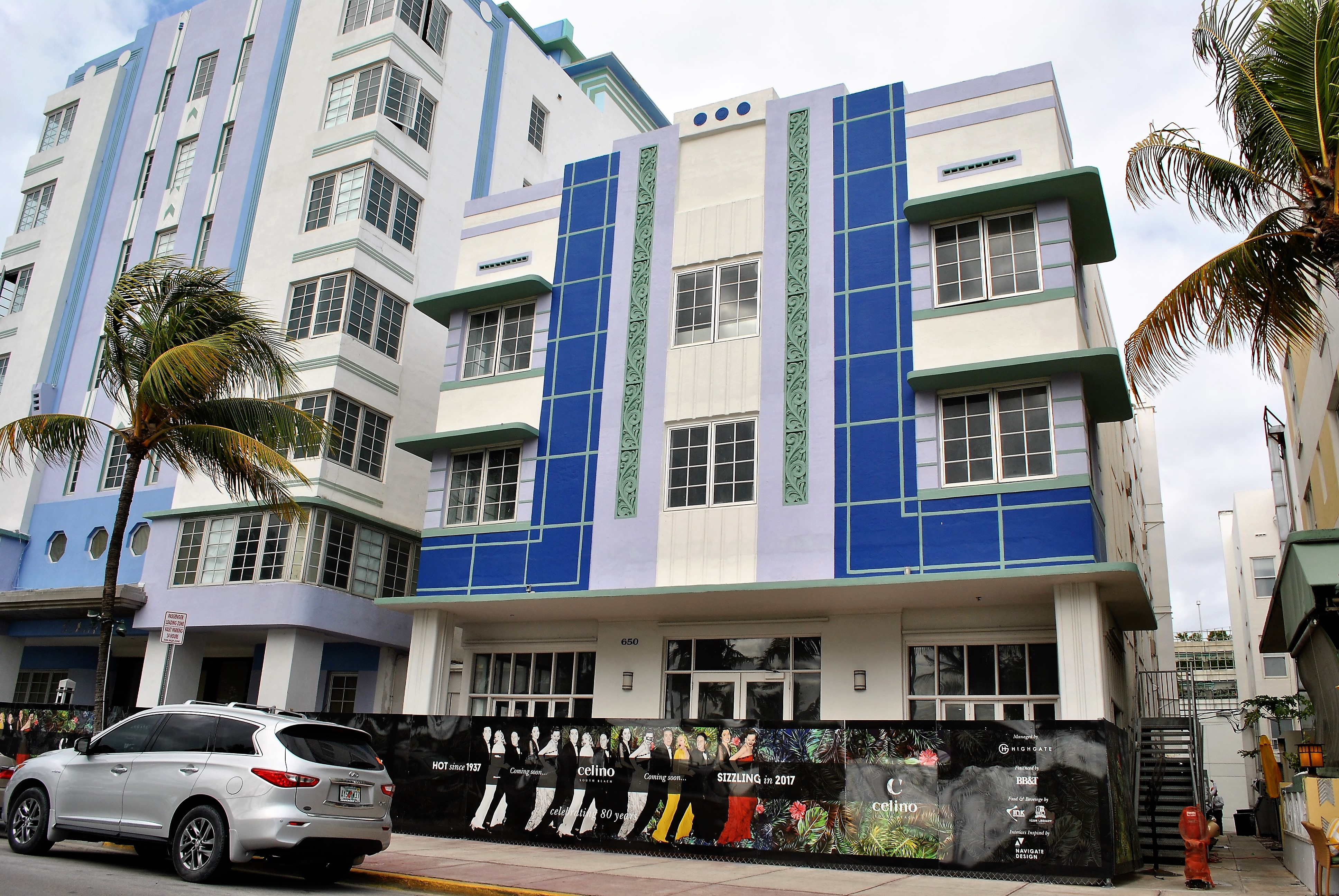
Imperial (1939)
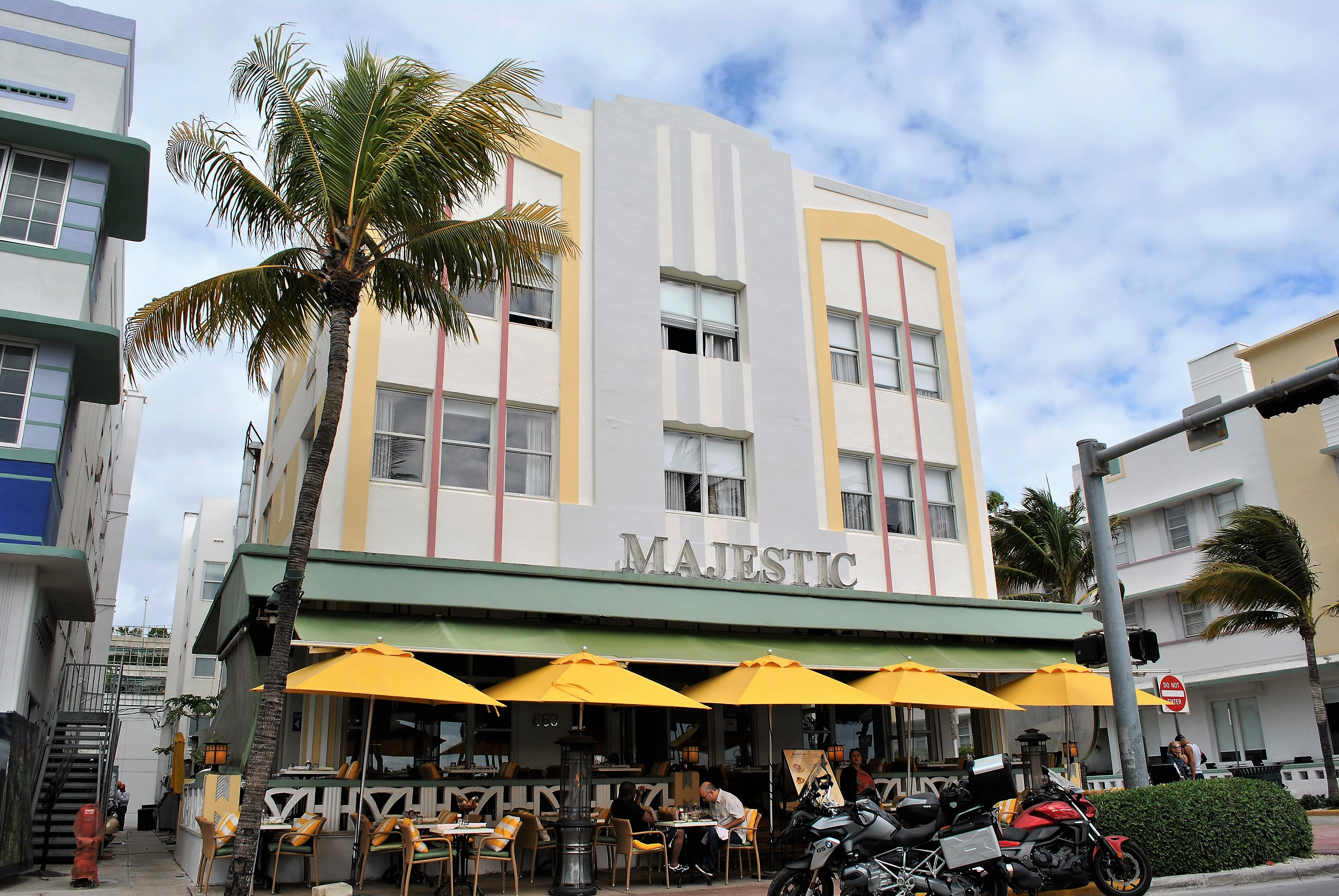
Majestic (Albert Anis, 1940)
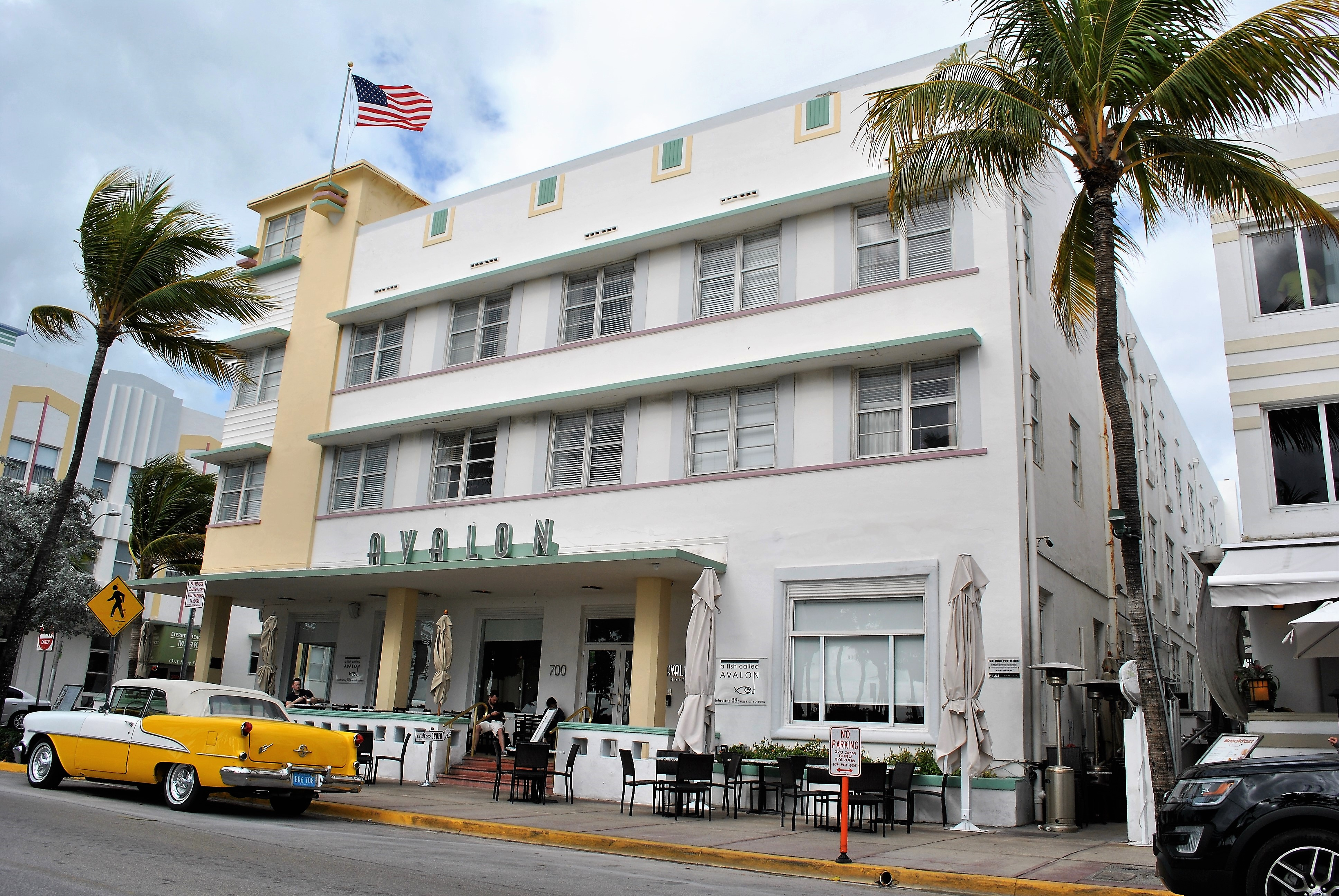
Avalon (Albert Anis, 1941)
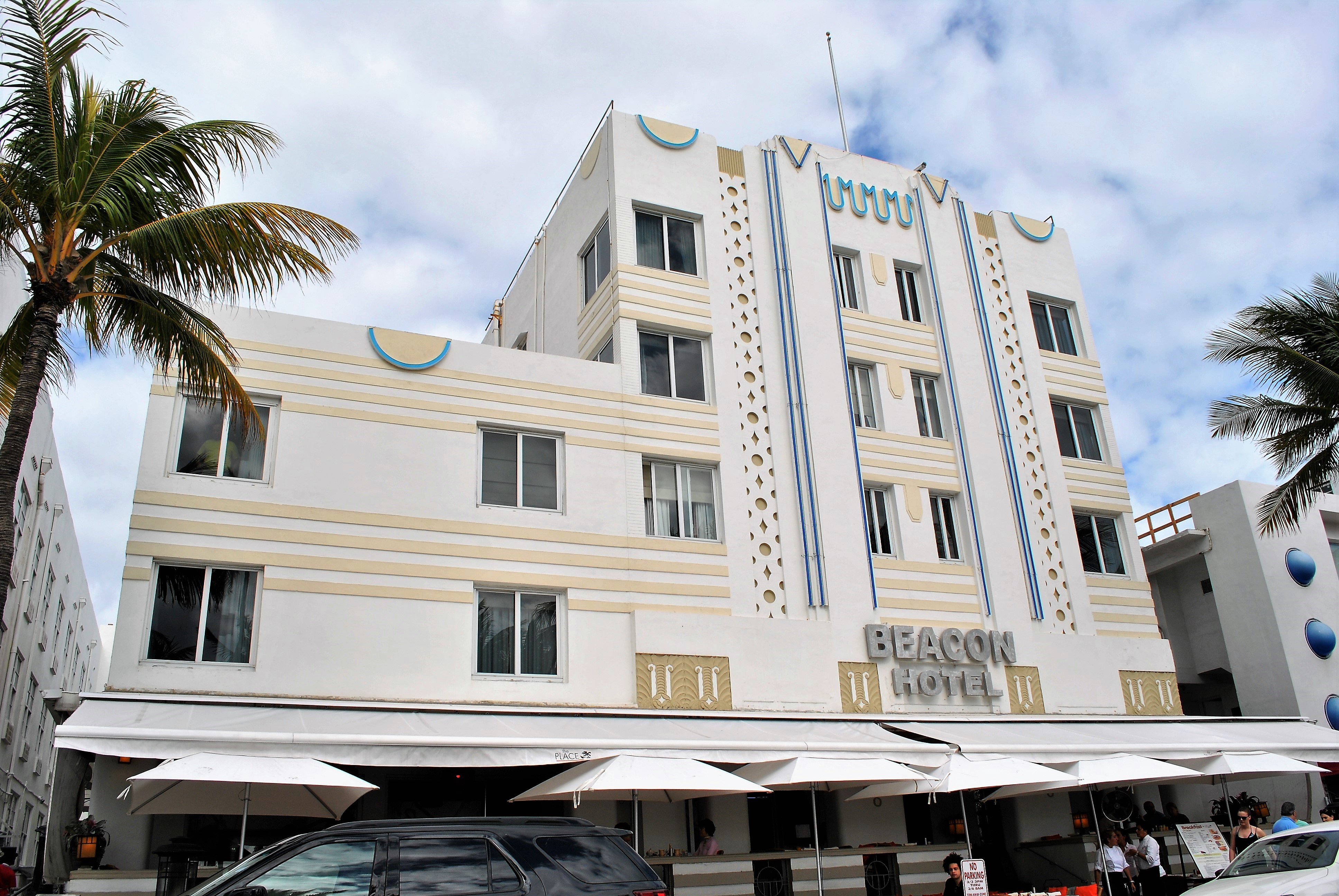
Beacon (Henry O. Nelson, 1936)
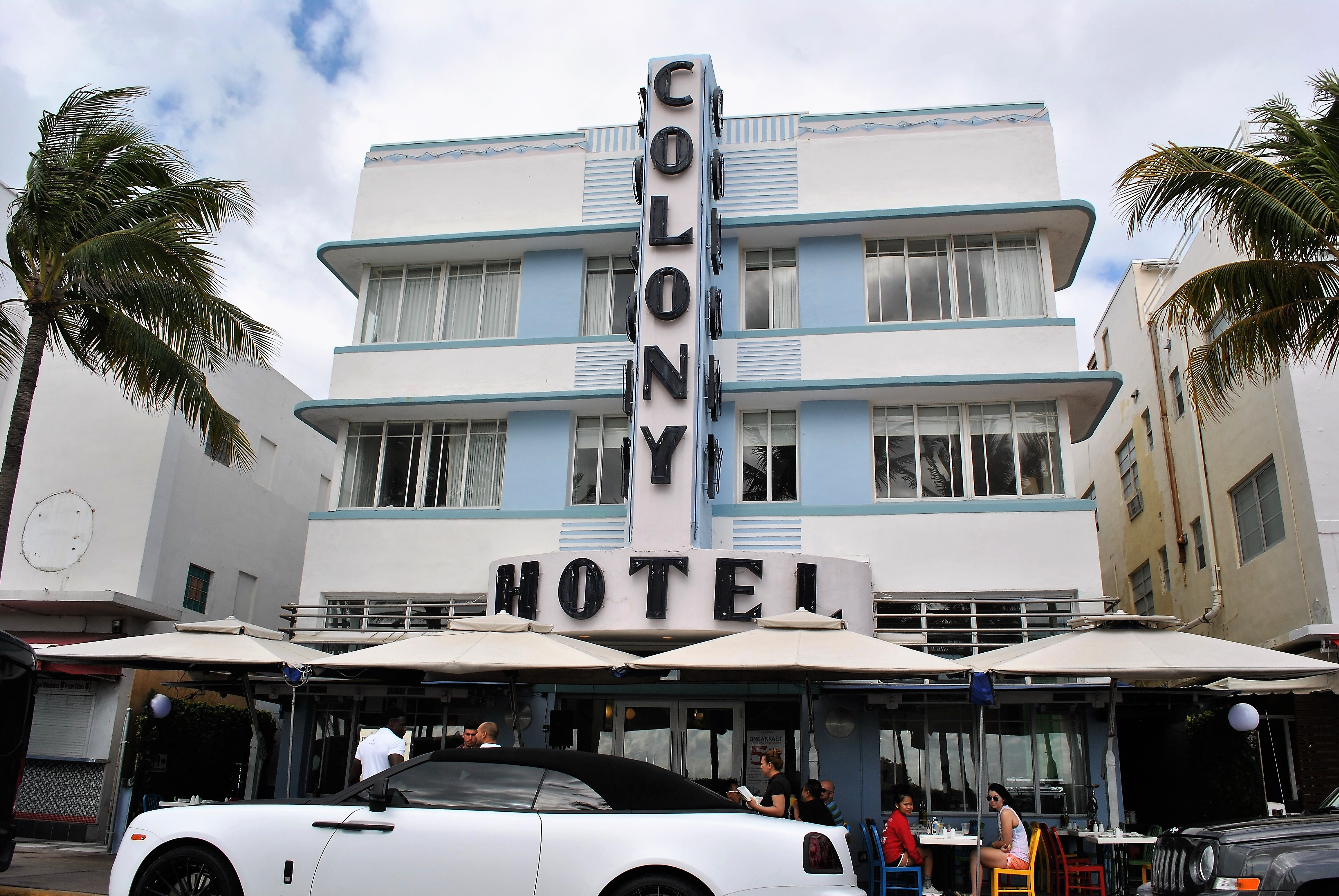
Colony (Henry Hohauser, 1935)
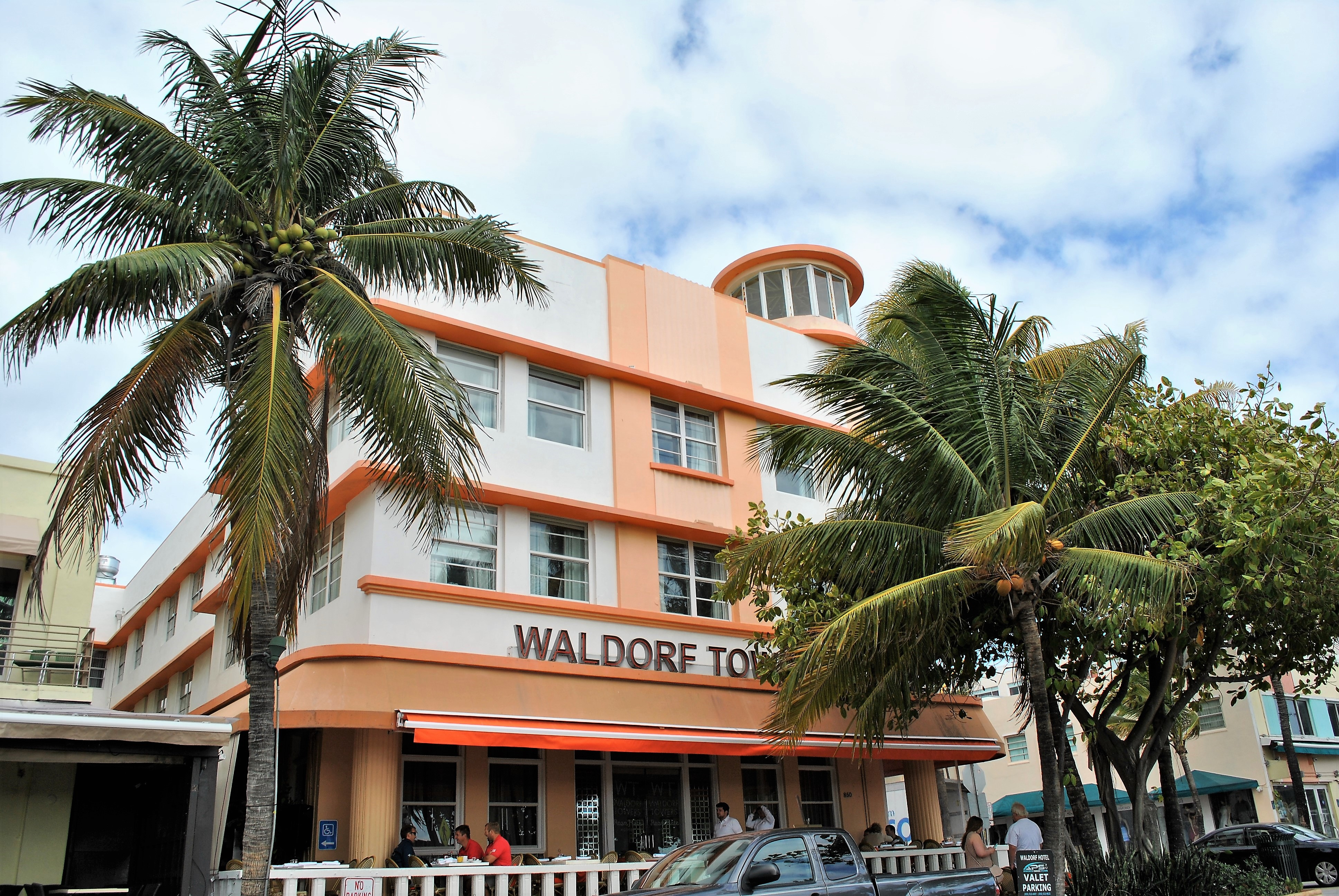
Waldorf Towers (Albert Anis, 1937)
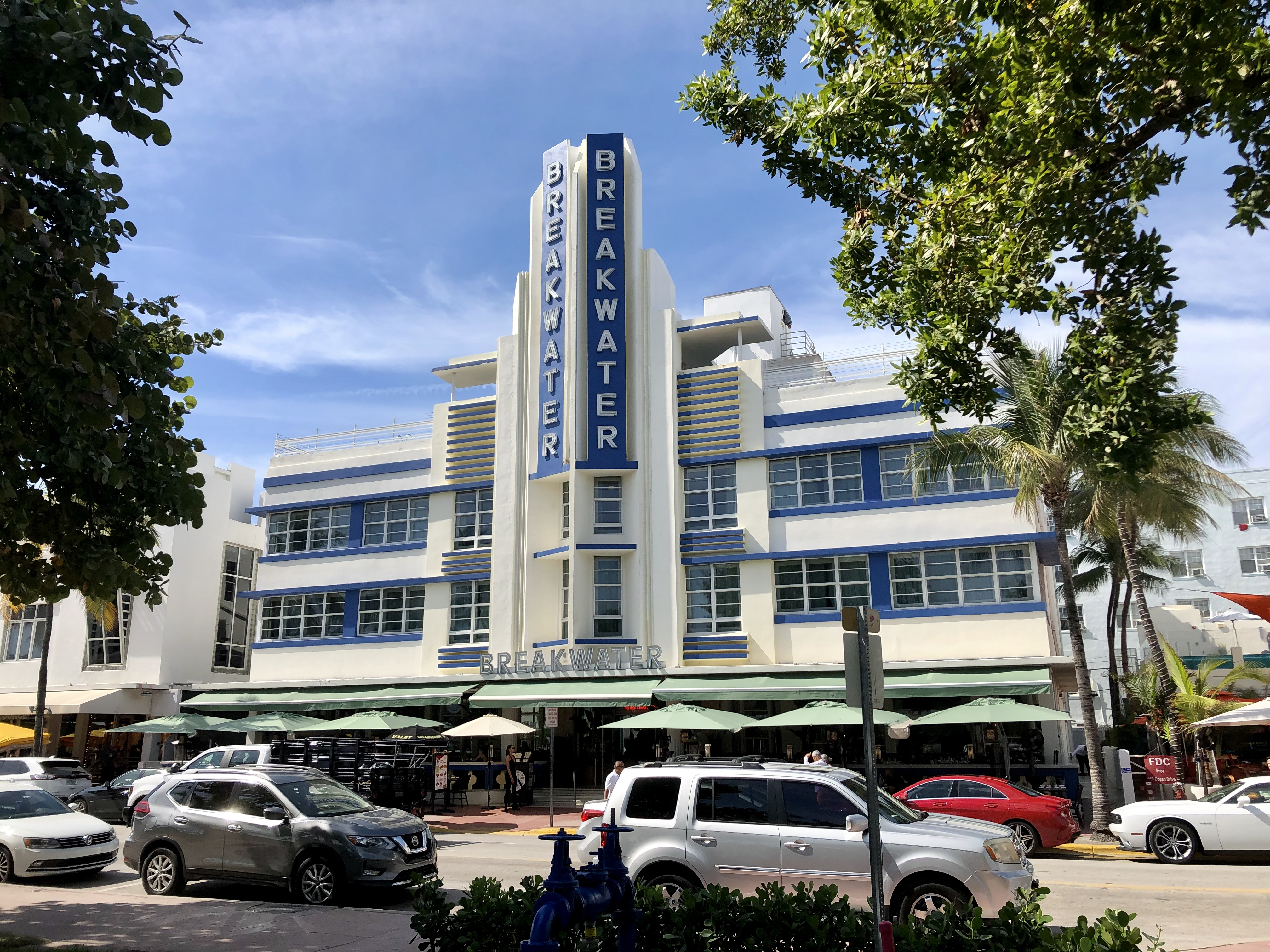
Breakwater (Anton Skislewicz, 1939)
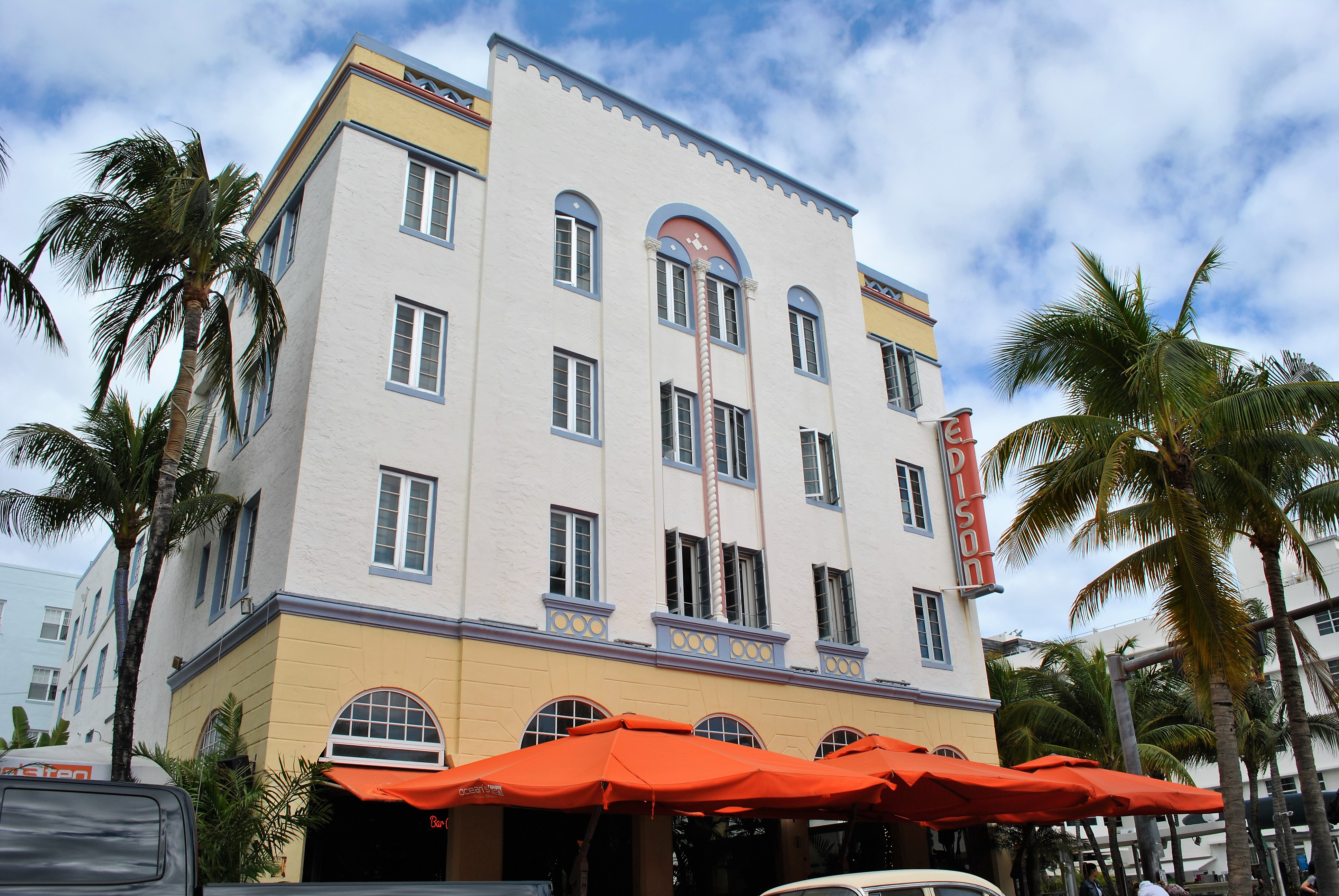
Edison (Henry Hohauser, 1935)
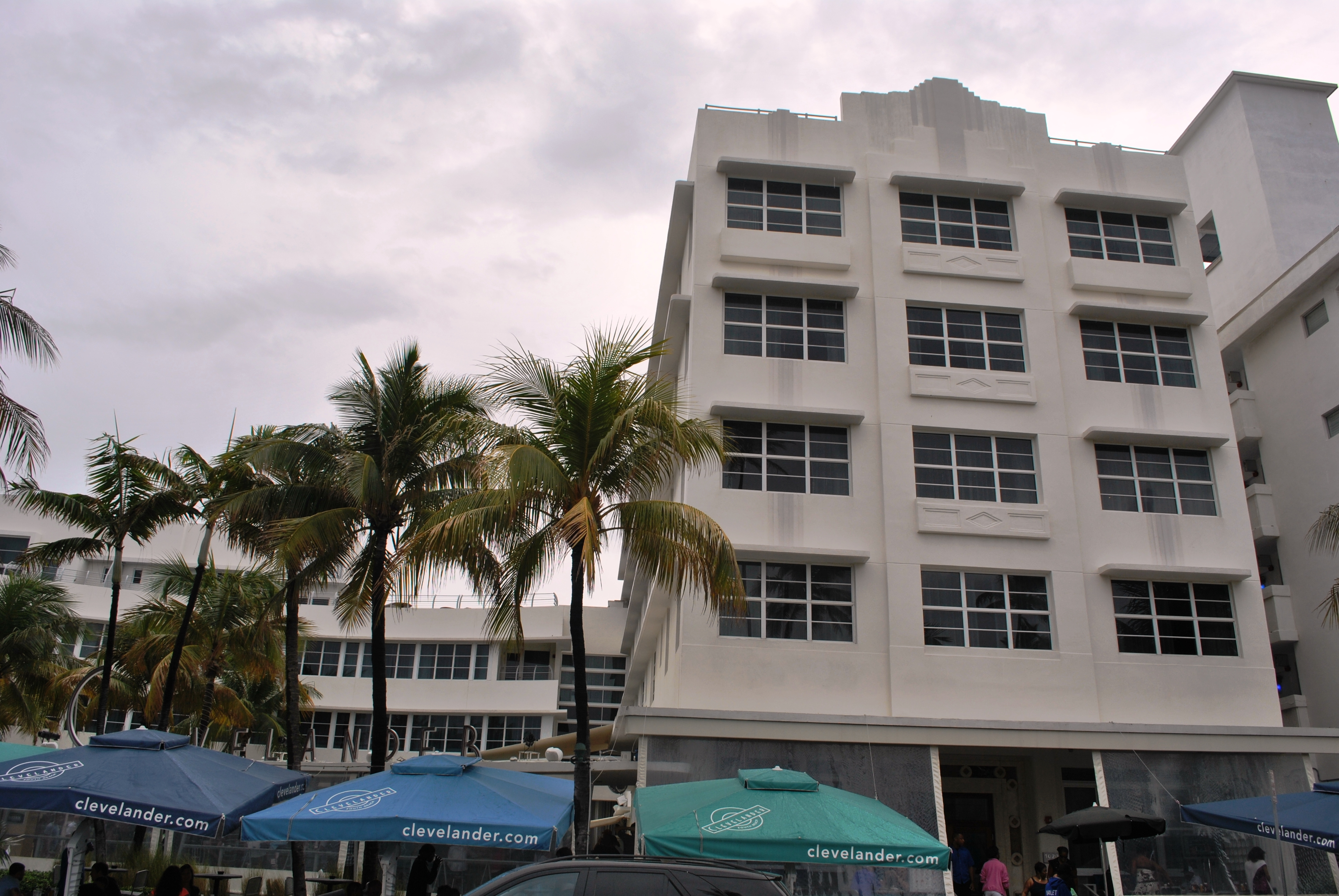
Clevelander (Albert Anis, 1939)
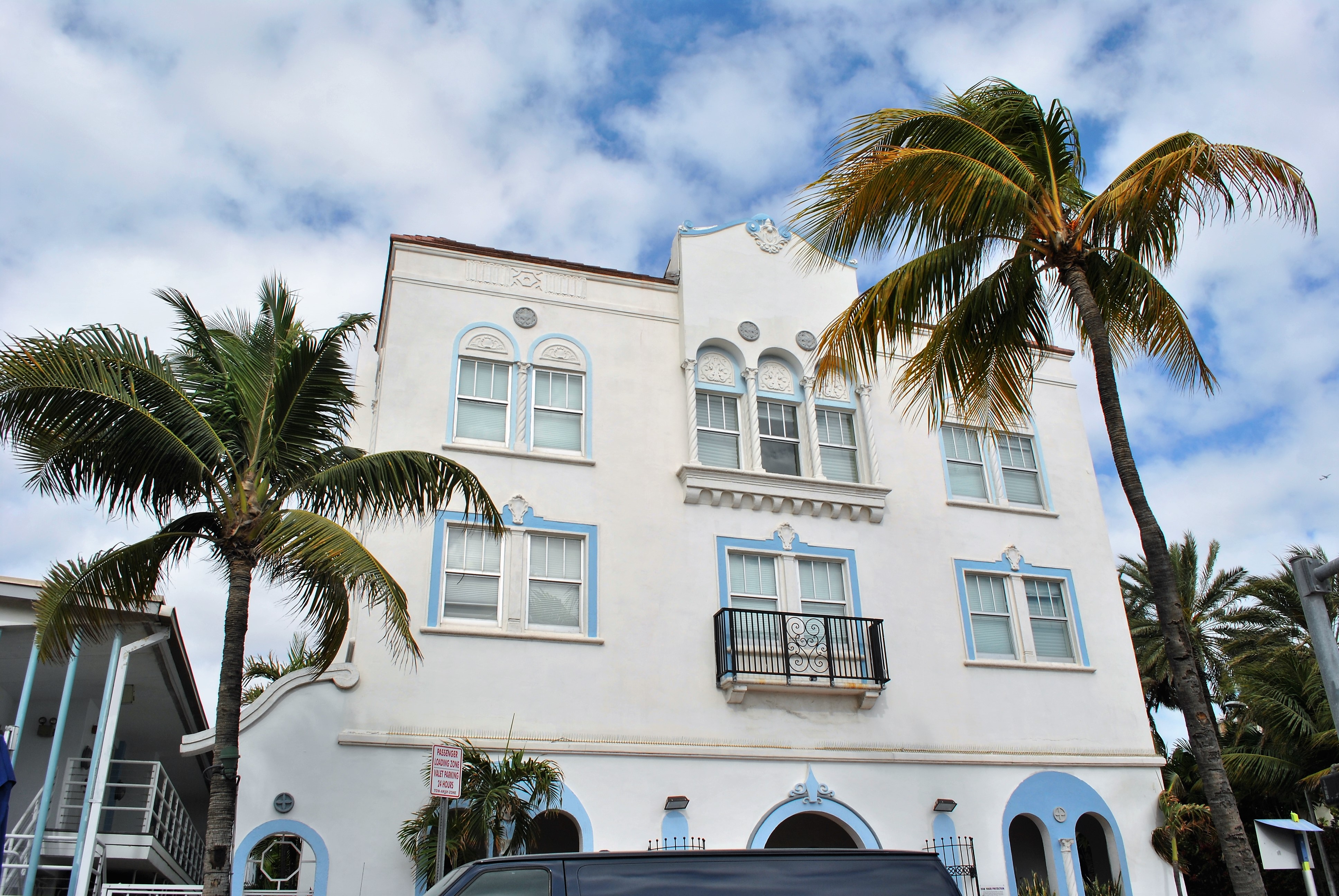
Adrian (1934)
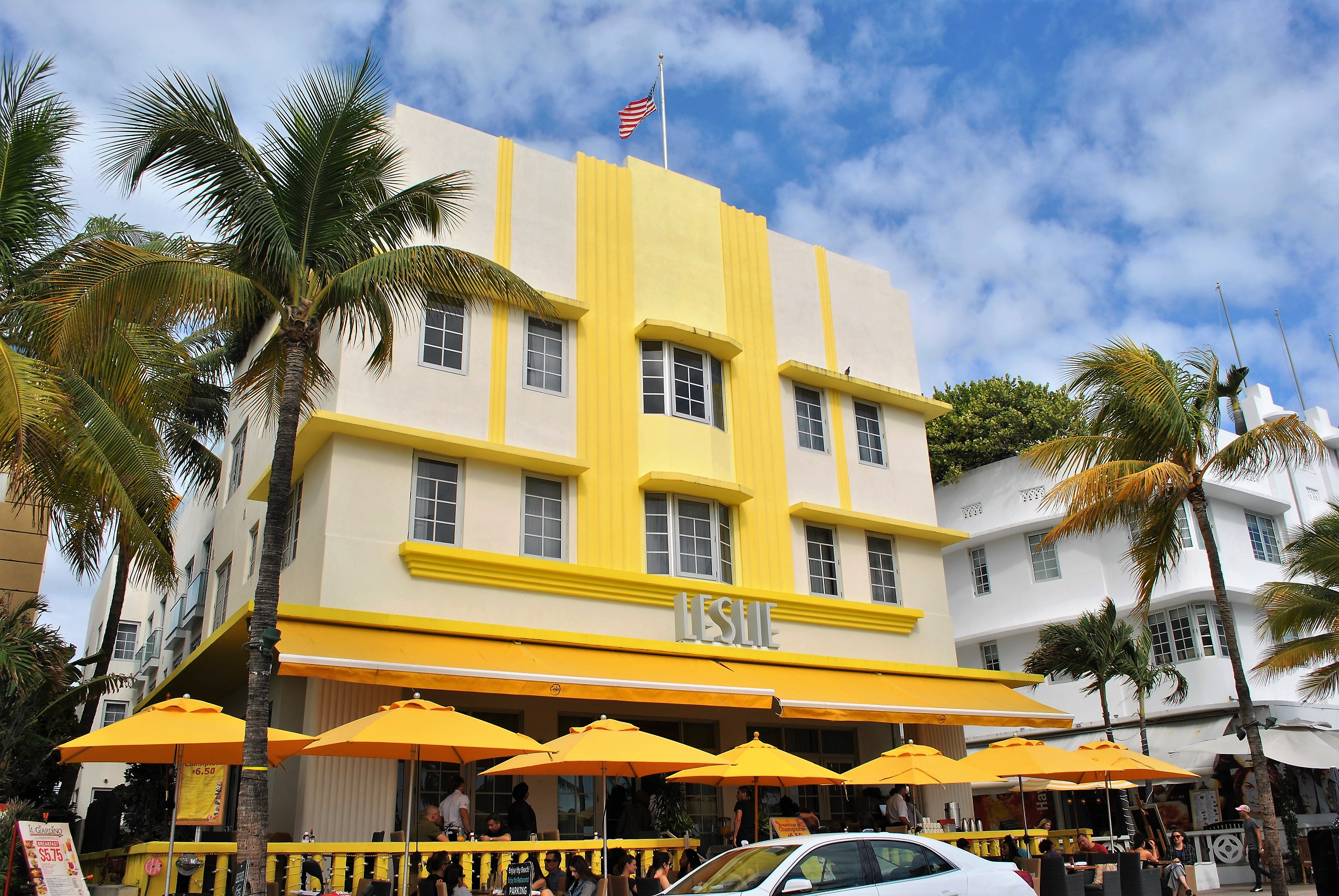
Leslie (Albert Anis, 1937)
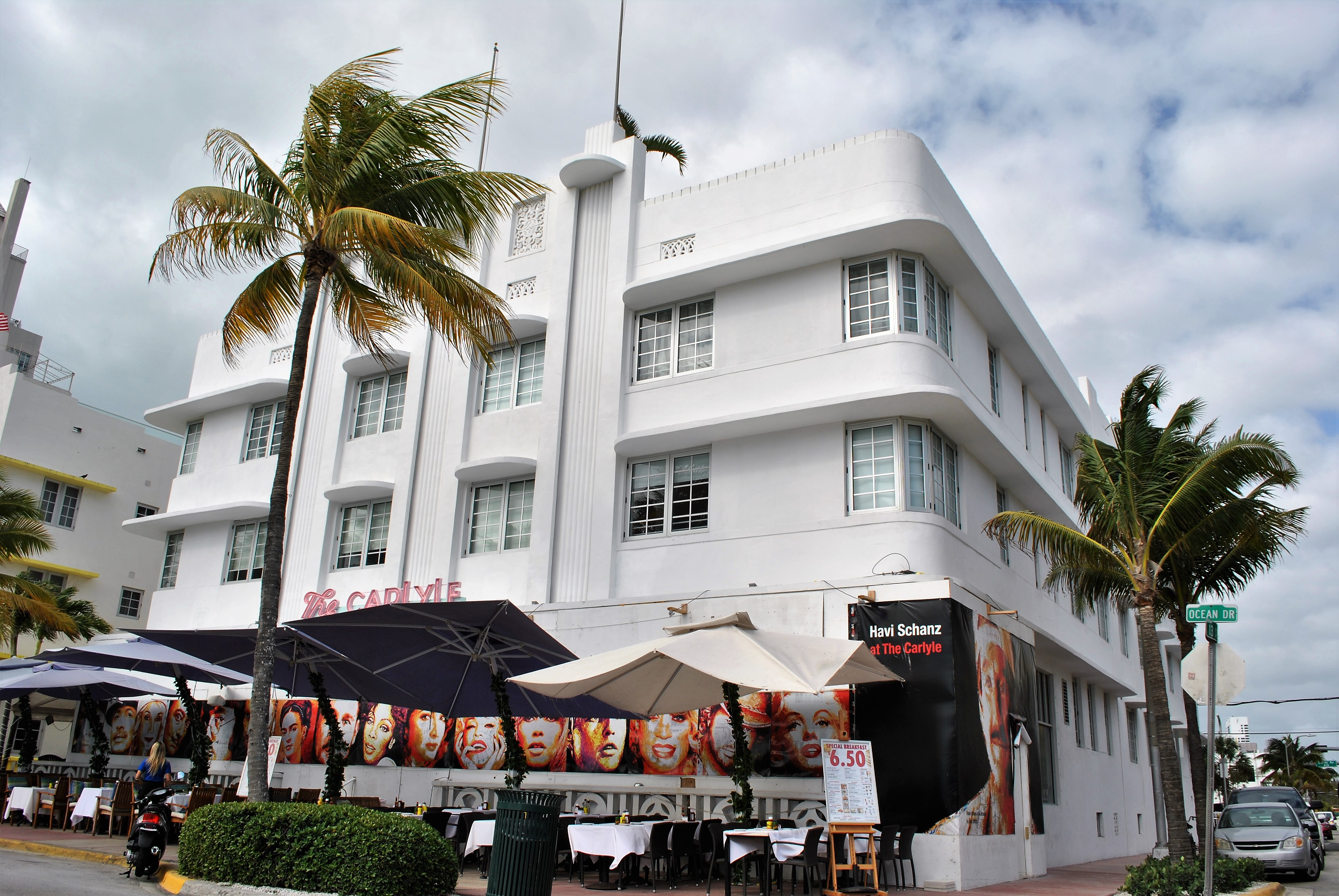
Carlyle (1941)
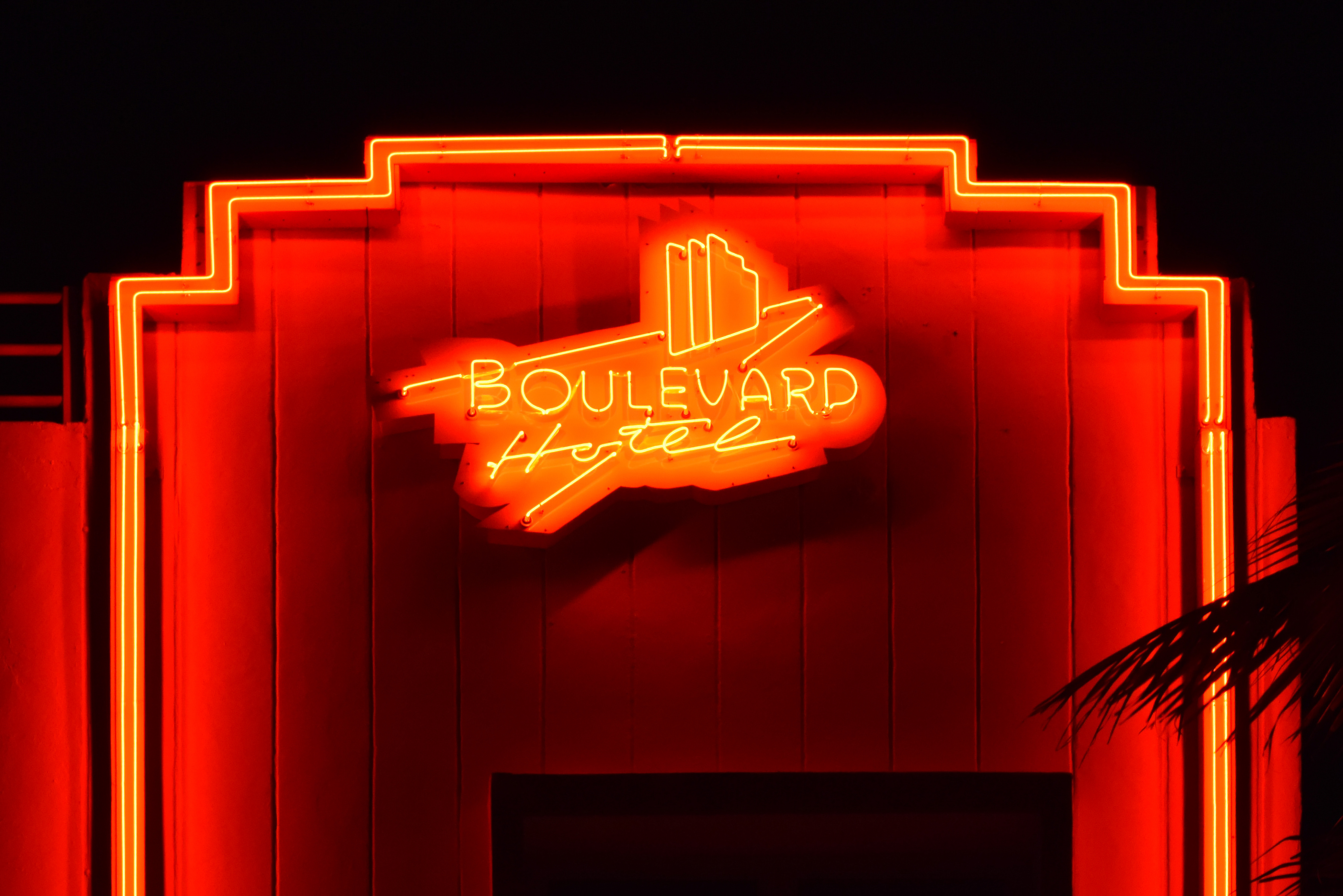
Boulevard Hotel (August Swarz, 1950)
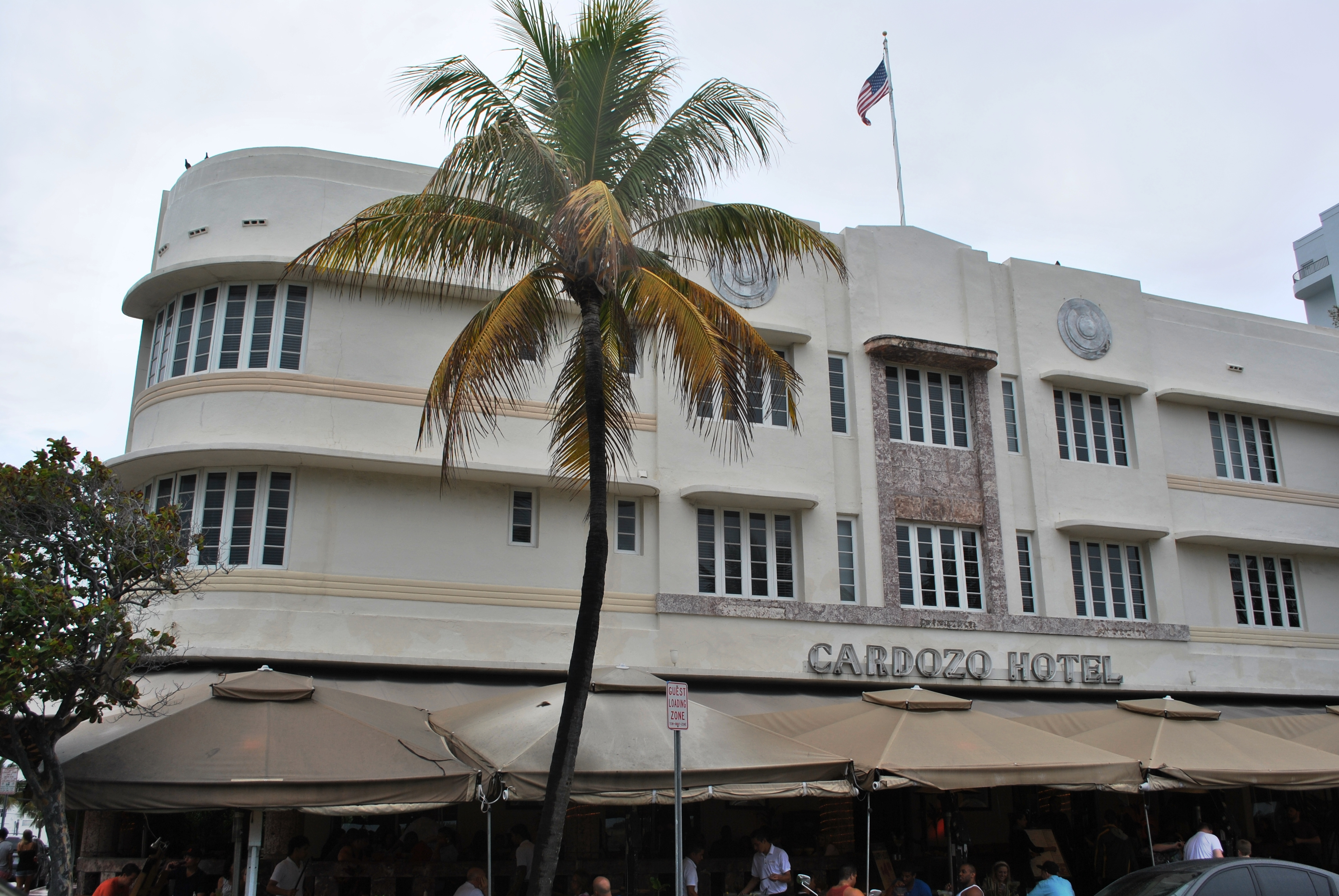
Cardozo (Henry Hohauser, 1939)
Cavalier (1936)
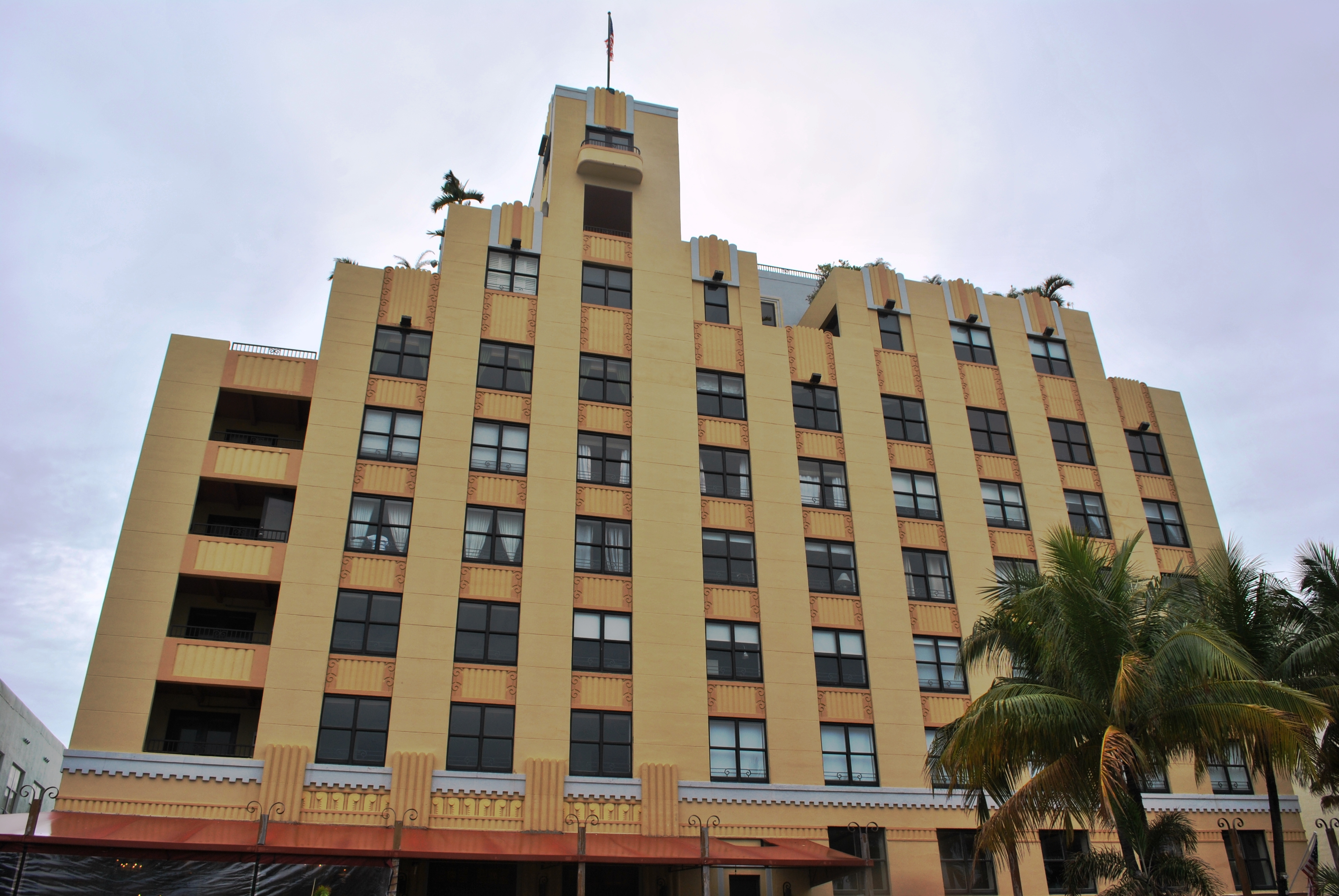
Netherlands Hotel (1935)
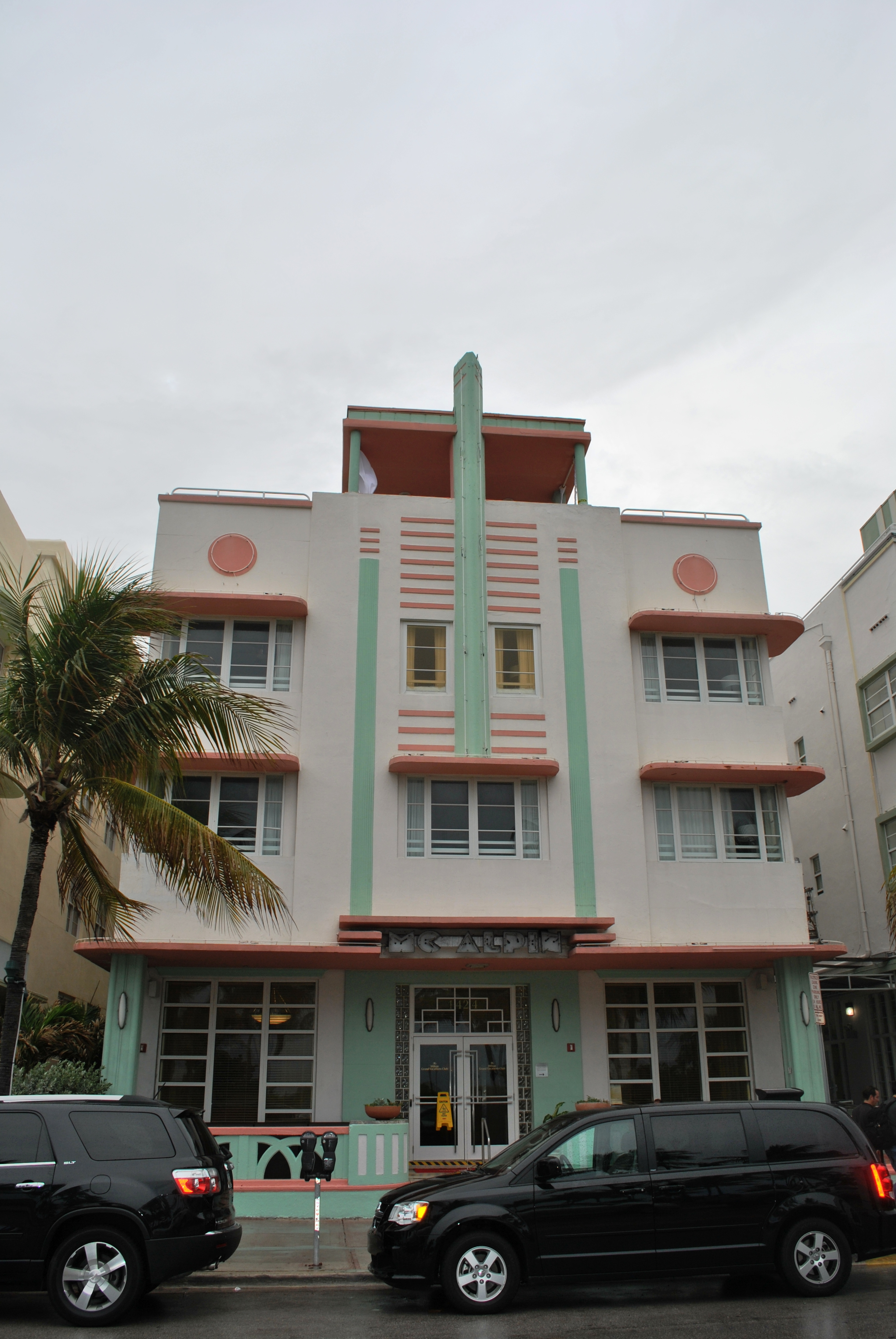
McAlpin Hotel (L. Murray Dixon, 1940)
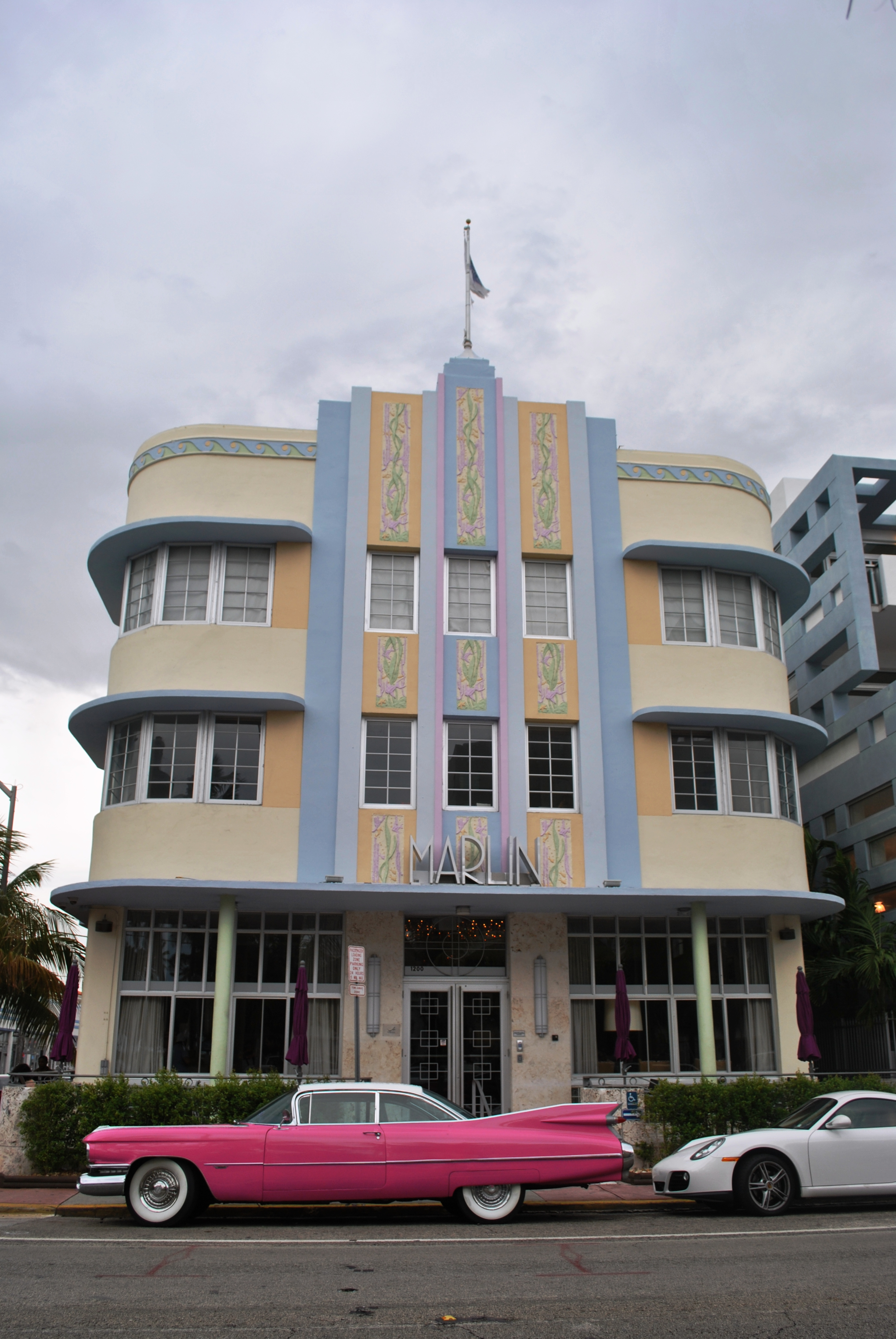
Marlin Hotel
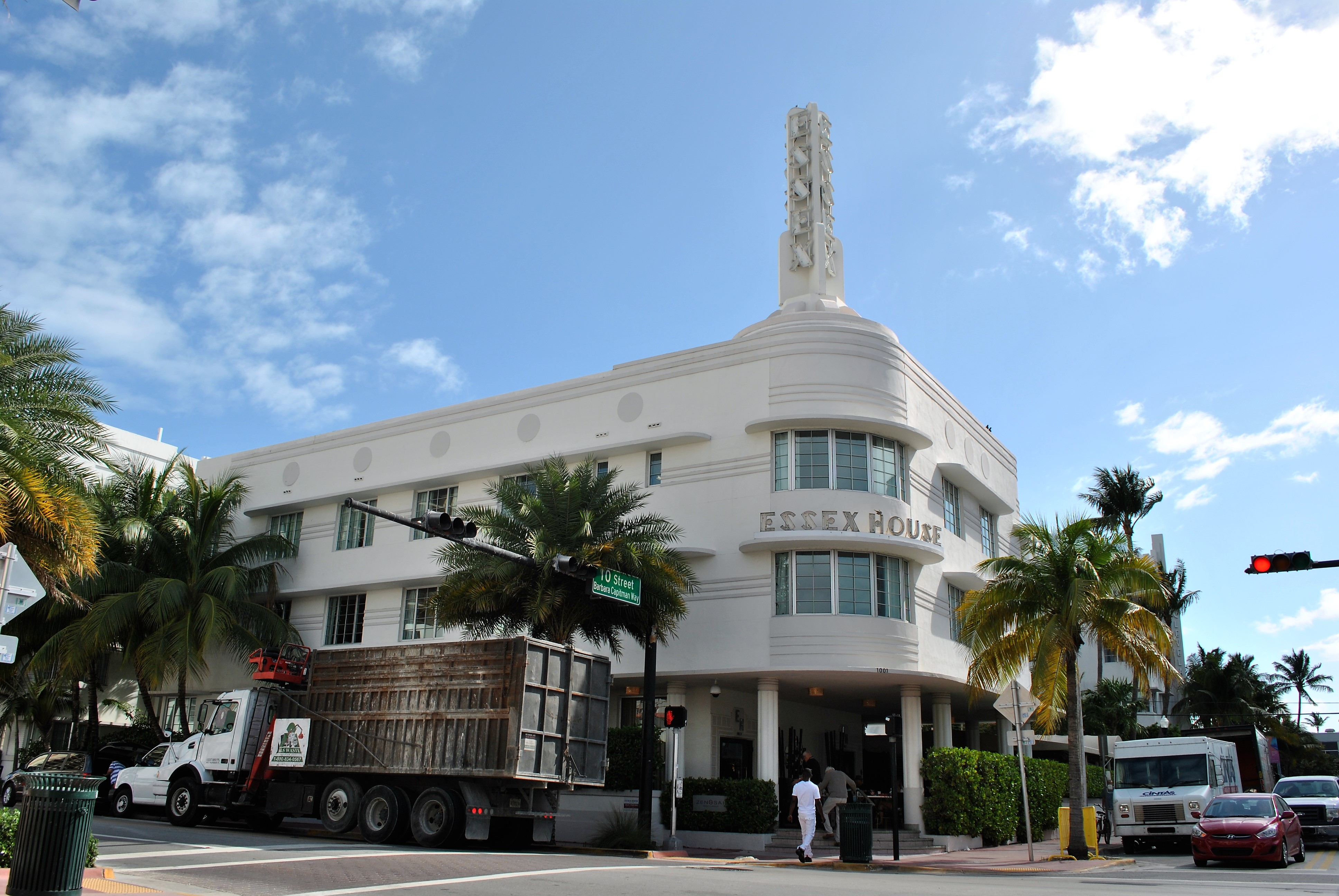
Essex House (Henry Hohauser, 1938)